# آیلا بلر
آیلا بلر (انگلیسی: Isla Blair؛ زادهٔ ۲۹ سپتامبر ۱۹۴۴) بازیگر و صداپیشه اهل بریتانیا است. وی از سال ۱۹۶۵ میلادی تاکنون مشغول فعالیت بوده‌است.
از فیلم‌ها یا برنامه‌های تلویزیونی که وی در آن نقش داشته‌است می‌توان به وکلای مدافع، کِـرِز، ایندیانا جونز و آخرین جنگ صلیبی، نبرد بریتانیا، شب‌زنده‌داری با بزن و بکوب، جزیره گنج، جانی اینگلیش دوباره متولد می‌شود، والمونت، خانه وحشت دکتر ترور، آدمکشان میدسامر، پدر براون، شهر هالبی، ترفندهای نو، تلفات، تپش قلب، اندکی فراست، کینگ و کسل، تاگارت، پرده دو، دکتر هو، دادگاه جزا، فضا: ۱۹۹۹ و راهب اشاره کرد.